# 雅德蕾德·坦博
雅德蕾德·弗朗西斯·坦博（英語：Adelaide Frances Tambo，1929年7月18日—2007年1月31日），舊姓茨胡庫杜（Tshukudu），是一名南非反種族隔離活動家，曾是政治流亡者。
她參與南非政治長達五十年，1967年與非洲人國民大會（ANC）主席奧利弗·坦博結婚。她因在反種族隔離鬥爭中發揮的作用而知名。

## 早年生活
1929年7月18日，雅德蕾德·弗朗西斯·茨胡庫杜出生於弗里尼欣，在南非被人們親切地稱為「坦博媽媽」。阿德萊德10歲那年，警察突襲了弗里尼欣的一場暴亂，一名警察被殺，雅德蕾德病重的82歲祖父也在被捕之列，並被帶到鎮廣場。她的祖父昏倒在地，她不得不坐在他身邊，直到他甦醒過來。事件發生後，她發誓要與警察鬥爭到底。她曾就讀於約翰尼斯堡的聖托馬斯實習學校和索維托的奧蘭多中學。
坦博開始在克里斯·哈尼·巴拉誇那思醫院擔任護理師。1944年，她成為非洲人國民大會的信差。18歲時，她加入非洲人國民大會青年團，負責在川斯瓦省開設分部，並當選為喬治·戈奇（George Goch）分部主席。1960年，她與丈夫奧利弗·坦博一起出國，並擔任丈夫的信使。1963年，她是亞非人民團結組織和泛非婦女組織的創始成員之一。

## 政治生涯
南非種族隔離結束後，坦博於1994年至1999年擔任國會議員。
坦博被授予猴麵包樹黃金勳章，這是1994年後南非政府授予的最高榮譽之一。南非聖公會授予她西蒙·昔利尼勳章，這是因其傑出貢獻而授予非宗教人士的最高獎項。

## 個人生活和逝世
1956年12月，在叛國罪審判期間，坦博與奧利弗·坦博結婚，婚後育有三個孩子，其中一個兒子達利是電視脫口秀主持人。
2007年1月31日，坦博在約翰尼斯堡的家中去世，享年77歲。2007年2月10日，她在家鄉瓦特維爾與丈夫合葬。葬禮在體育場舉行，由南非聖公會大主教紐恩岡庫魯·恩登加內主持。數千名哀悼者包括時任總統塔博·姆貝基和前總統納爾遜·曼德拉。

## 外部連結
- Obituary, The Independent, 2 February 2007
- Obituary[], The Times, 2 February 2007
- Obituary, The Guardian, 2 February 2007

## 延伸閱讀
- Short biography of Adelaide Tambo 的存檔，存档日期6 June 2011. on SAhistory.org.za Wikiwix的存檔，存档日期2011-02-24.
- PBS interview with Adelaide Tambo （页面存档备份，存于） about Nelson Mandela.
- Adelaide Tambo's political profile on the website of the ANC.